# Aire d'attraction d'Argentan
L'aire d'attraction d'Argentan est un zonage d'étude défini par l'Insee pour caractériser l’influence de la commune d'Argentan sur les communes environnantes. Publiée en octobre 2020, elle se substitue à l'aire urbaine d'Argentan, qui comportait 19 communes dans le dernier zonage qui remontait à 2010.

## Définition
L'aire d'attraction d'une ville est composée d’un pôle, défini à partir de critères de population et d’emploi ainsi que d’une couronne constituée des communes dont au moins 15 % des actifs travaillent dans le pôle. Le pôle d’attraction constitue ainsi un point de convergence des déplacements domicile-travail,.

## Type et composition
L’aire d'attraction d'Argentan est une aire intra-départementale qui comporte 50 communes dans l'Orne. 
Elle est catégorisée dans les aires de moins de 50 000 habitants, une catégorie qui regroupe 12,2 % au niveau national.

### Carte

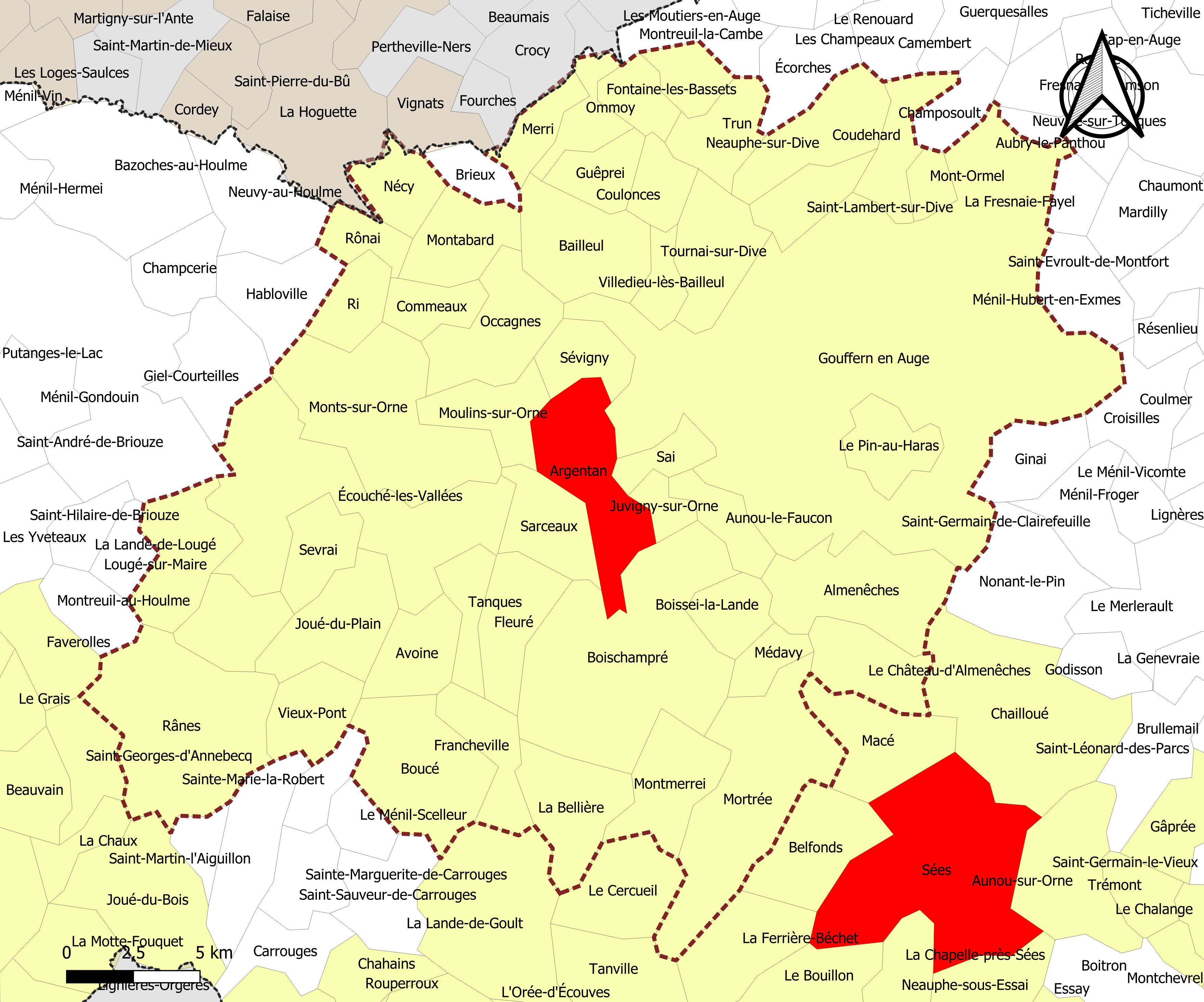
Carte de l'aire d'attraction d'Argentan.
Commune-centre
Commune de la couronne

### Composition communale
| Catégorie               | Département | Communes | Communes |
| Catégorie               | Département | Nombre   | Libellé |
| ----------------------- | ----------- | -------- | --- |
| Commune-centre          | Orne        | 1        | Argentan. |
| Communes de la couronne | Orne        | 49       | Almenêches, Aunou-le-Faucon, Avoine, Bailleul, La Bellière, Boissei-la-Lande, Boucé, Le Château-d'Almenêches, Commeaux, Coudehard, Coulonces, Écouché-les-Vallées, Fleuré, Fontaine-les-Bassets, Francheville, Monts-sur-Orne, Guêprei, Joué-du-Plain, Juvigny-sur-Orne, Lougé-sur-Maire, Louvières-en-Auge, Médavy, Merri, Montabard, Montmerrei, Mont-Ormel, Mortrée, Moulins-sur-Orne, Neauphe-sur-Dive, Nécy, Occagnes, Ommoy, Le Pin-au-Haras, Rânes, Ri, Rônai, Sai, Saint-Brice-sous-Rânes, Boischampré, Saint-Lambert-sur-Dive, Sarceaux, Sévigny, Sevrai, Gouffern en Auge, Tanques, Tournai-sur-Dive, Trun, Vieux-Pont, Villedieu-lès-Bailleul. |